# Église Saint-Martin de Nedde
L'église Saint-Martin est une église catholique située à Nedde, en France.

## Localisation
L'église est située dans le département français de la Haute-Vienne, sur la commune de Nedde.

## Historique
L'édifice est classé au titre des monuments historiques en 1912.

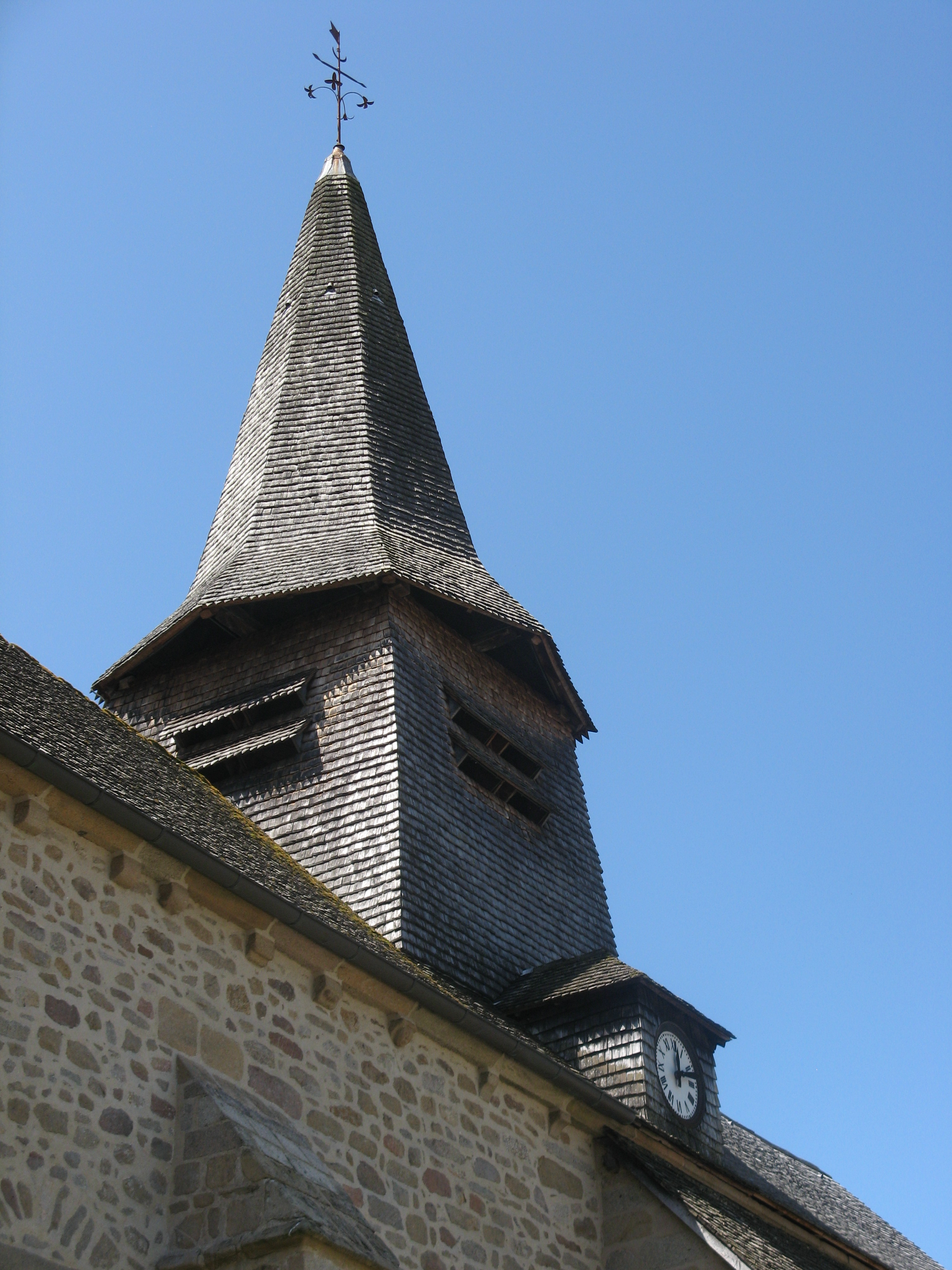
Clocher et toiture en bardeaux de châtaignier.